# Меда Шешкуте
Меда Шешкуте (лит. Meda Šeškutė; нар. 1 серпня 2003, Вільнюс, Литва) — литовська футболістка, воротар (може грати й польовим гравцем) вільнюського «Жальгіріса-МРУ» та національної збірної Литви.

## Клубна кар'єра
Футбольну кар'єру розпочала 2016 року в клубі Першої ліги «Вільнюс ФМ». 2017 рік провела в «Вільнюсі-Амбері» та «Збірній WU-17» (Того року була зібрана команда талановитих дівчат, які грали в А-Лізі). 2018 року представляла збірну Вільнюської області в Першій лізі та ШСГ-ФА в жіночій А-Лізі. Наступного року знову виступала у вище вказаних командах в А-Лізі та в Першій лізі відповідно.
Свою професіональну кар'єру розпочав у клубі «Гінтра-Універсітетас». Грета Каселіте (Лук’янчуке) вийшла заміж і поринула в турботи материнства. Литовській футболістці потрібна була зміна. До команди запросили воротаря молодіжної збірної Меда Шешкуте. 3 червня 2020 року дебютувала за команду в чемпіонаті. У матчі проти гаргждайського «Бангаса» на 90-й хвилині матчу він відзначилася голом у ворота команди-суперників та встановила рахунок 16:0.
5 листопада 2020 року в першому раунді кваліфікації Ліги чемпіонів УЄФА 2020/21 «Гінтра Універсітет» зустрівся з чемпіоном Словаччини «Слованом» (Братислава). В одному матчі було вирішено, яка команда пройде до наступного раунду. «Гінтра» переміг своїх суперників з рахунком 4:0 і вийшов у наступний раунд. У цьому матчі Меда Шешкуте захищала ворота чемпіонів Литви та відіграла до фінального свистка.
У середині січня 2022 року підписав 2-річний контракт з клубом «Жальгіріс-МРУ» (Вільнюс).

## Кар'єра в збірній
команда (WU-15)
У 2017 році виступала за Литву (WU-15). 4 серпня 2017 рік Литва перемогла Естонію з рахунком 5:2. А 6 серпня литовки розгромили латишок з рахунком 8:0. У цьому матчі Меда забив перший гол у матчі, на 27-й хвилині, другий гол (рахунок став 5:0) та на 36-й хвилині.
команда (WU-17)
- 22 серпня 2017 року захищав ворота збірної WU-17 у матчі проти Німеччини. Литовки програли з рахунком 0:11[8].

національна збірна
У футболці національної збірної Литви дебютувала 23 жовтня 2020 року в програному (0:4) поєдинку проти Румунії.

## Досягнення
«Гінтра»
- Чемпіонат Литви
  -  Чемпіон (2): 2020, 2021